# Equivalenza ricardiana
L'equivalenza ricardiana (nota anche come equivalenza di Barro-Ricardo) è una teoria economica che suggerisce come i consumatori internalizzino il vincolo di bilancio dello stato, e come quindi la tempistica dei cambiamenti della tassazione non influisca sul loro profilo di spesa (essere tassati più oggi anziché domani e viceversa, non influisce sui consumi). Di conseguenza l'equivalenza ricardiana suggerisce che, in un determinato periodo, la scelta di finanziare le spese governative attraverso il debito o attraverso un aumento delle tasse non abbia influenza sul livello della domanda. Era stata prima proposta e poi rifiutata dall'economista del diciannovesimo secolo David Ricardo.

## Introduzione
In termini semplici la teoria può venire descritta come segue: il governo può sia finanziare la spesa tassando i contribuenti oggi, oppure può prendere denaro in prestito emettendo obbligazioni. Nel secondo caso, questo debito dovrà venir alla fine ripagato aumentando in futuro le tasse al di sopra del livello che avrebbero altrimenti avuto. La scelta è dunque tra "tassare ora" o "tassare poi".
Supponiamo che il governo finanzi parte delle spese extra attraverso deficit, vale a dire "tassare poi". Ricardo argomenta che i contribuenti pur avendo più denaro ora, si renderanno presto conto che in futuro saranno chiamati a pagare più tasse e pertanto cominceranno immediatamente a risparmiare quanto non pagato in tasse oggi, per poterle pagare poi. L'effetto sulla domanda sarebbe in questo caso esattamente lo stesso occorso se il governo avesse finanziato la spesa extra attraverso un aumento delle tasse.
Nel suo "Essay on the Funding System" del 1820, Ricardo studia se sortisca effetti differenti il finanziare una guerra con 20 milioni di sterline in tasse correnti rispetto ad emettere obbligazioni di stato a maturità infinita e con pagamenti di interessi di 1 milione di sterline per tutti gli anni a venire, questi ultimi a pagarsi con tasse future. Assumendo un tasso d'interesse del 5%, Ricardo conclude che "dal punto di vista economico non c'è reale differenza tra le due modalità. 20 milioni in un unico pagamento o 1 milione l'anno per sempre hanno esattamente lo stesso valore". Tuttavia Ricardo rimane scettico riguardo alla validità empirica di questa equivalenza. Continua "tuttavia, coloro che pagano le tasse mai le valutano in questo modo, e dunque non gestiscono i loro affari primari conseguentemente. Siamo troppo propensi a pensare che la guerra è gravosa solo in proporzione a quanto siamo chiamati a pagare al momento di pagare le tasse, senza mai riflettere riguardo a quanto queste tasse dureranno. Sarebbe difficile convincere un uomo che possegga 20'000£, o qualsiasi altra somma, che una rendita vitalizia di 50£ l'anno sia egualmente gravosa di un singolo pagamento di 1000£". In altri termini, se le persone avessero aspettative razionali sarebbero indifferenti di fronte ai due sistemi, siccome però non è detto le abbiano, sono vittime di un'illusione finanziaria che condiziona le loro decisioni.
Nel 1974 Robert J. Barro pubblica un articolo intitolato "Are Government Bonds Net Wealth?" nel Journal of Political Economy (Vol. 82, N. 6, novembre-dicembre 1974, pp. 1095–1117). Il suo modello assume che le famiglie agiscano come fossero dinastie immortali a causa di altruismo intergenerazionale, che i mercati siano perfetti (ovvero che si possa prestare e prendere in prestito allo stesso tasso di interesse) e che il percorso di spesa del governo sia fisso. A queste condizioni, se il governo finanzia i deficit emettendo obbligazioni, le famiglie cederanno ai propri figli lasciti sufficienti a compensare il futuro aumento di tasse atto a ripagare queste obbligazioni. Nella conclusione dell'articolo (pagina 1116) Barro afferma che "nel caso in cui il l'effetto delle obbligazioni di stato sulla ricchezza netta sia vicino allo zero... gli effetti fiscali che comprendano cambiamenti nella ripartizione tra tasse e debito per un certo ammontare di spesa pubblica non avranno alcun effetto su domanda aggregata, tassi d'interesse e formazione di capitale". Quest'affermazione suona come la negazione della teoria keynesiana e scatena una forte reazione da parte della scuola keynesiana. L'articolo è un importante contributo alla nuova macroeconomia classica, che si basa sull'assunto delle aspettative razionali.
Studi empirici smentiscono l'equivalenza ricardiana nella sua forma pura, sebbene alcuni studi abbiano rilevato effetti ricardiani nel comportamento dei risparmiatori. Per un esame tecnico della letteratura riferirsi a see M. Gabriella Briotti, "Economic Reactions to Public Finance Consolidation: a Survey of the Literature", European Central Bank Occasional Paper N. 38, ottobre 2005.

## Assunzioni
L'equivalenza ricardiana afferma che, a certe condizioni, il finanziamento di un aumento della spesa pubblica tramite tasse ed emissione di titoli siano equivalenti. Questo contrasta con la teoria keynesiana la quale sostiene invece che finanziare la spesa pubblica tramite debito sia più efficace che attraverso le tasse. Se i consumatori sono "Ricardiani" si metteranno a risparmiare sin d'ora per poter compensare il futuro aumento delle tasse che ci si aspetta il governo dovrà mettere in atto per ripagare i debiti.
Perché questo accada varie condizioni sono necessarie:
- Un mercato dei capitali perfetto dove tutti possano prestare e prendere in prestito quanto necessitano ad un tasso fisso, che in un dato momento è il medesimo per tutti.
- Il percorso di spesa del governo è fisso
- Interesse intergenerazionale. L'aumento di tasse richiesto potrebbe non accadere per secoli, e verrebbe in questo caso pagato dai pro-pro-nipoti della popolazione dell'epoca in cui il debito è stato contratto. L'equivalenza ricardiana si produce solo quando la generazione corrente si preoccupa in qualche modo delle generazioni a venire. Barro formula questo concetto come "qualsiasi trasferimento operativo intergenerazionale".

Queste assunzioni sono ampiamente contestate. L'assunzione del mercato dei capitali perfetto è spesso bersaglio di particolari critiche a causa dell'esistenza di limiti di liquidità che invalidano l'ipotesi di ciclo vitale su cui l'assunzione si basa. L'esistenza di un mercato dei capitali internazionale complica ulteriormente il quadro.
Tuttavia, l'intuizione del modello di Barro-Ricardo che l'azione degli individui possa rendere inefficace una politica governativa, che l'economia non evolva in modo meccanico e che le politiche possano avere effetti inattesi, è un elemento chiave dalla moderna politica macroeconomica.

## Critiche
- Nel 1979 Robert J. Barro pubblica un articolo intitolato "On the Determination of the Public Debt" nel Journal of Political Economy (Vol. 87, N. 5, pp. 940–971) dove definisce (p. 940) come "teorema dell'equivalenza ricardiana sul debito pubblico" quella proposizione "che spostamenti tra tasse e debito del finanziamento di un certo ammontare di spesa pubblica non avranno effetti di primo ordine su tassi di interesse, volume degli investimenti privati, etc." e (nota 1, p. 940) aggiunge "L'equivalenza Ricardiana fu presentata da Ricardo. Va tuttavia fatto notare come Ricardo stesso fosse scettico al riguardo".
- Nel 1976 Martin Feldstein critica i risultati di Barro in "Perceived Wealth in Bonds and Social Security: A Comment" in the Journal of Political Economy (Vol. 84, N. 2, pp. 331–336), argomentando che Barro non include nei suoi risultati la crescita di economia e popolazione. Dimostra anche che la crescita di debito pubblico deprime il risparmio in un'economia in crescita.
- Nel 1976 i rîsultati di Barro vengono criticati da James M. Buchanan in "Barro on the Ricardian Equivalence Theorem", in the Journal of Political Economy (Vol. 84, N. 2, pp. 337–342) in quanto Barro avrebbe:

1. trascurato di comparare l'impatto differenziale di tasse ed emissione di debito;
2. sovrapposto l'emissione di debito pubblico senza considerare gli effetti compensativi;
3. considerato erroneamente equivalenti un'iniezione di liquidità ("soldi dall'elicottero") a favore delle attuali famiglie e la vendita di titoli pubblici su un mercato di capitali concorrenziale, con il ricavato di tale vendita utilizzato per un trasferimento in somma fissa alla famiglie della generazione 1;
4. omesso di fornire prove empiriche circa la completa attualizzazione delle imposte future;
5. trascurato che, in base alle sue ipotesi, il pubblico sarebbe sostanzialmente indifferente fra un sistema pensionistico completamente finanziato e uno non finanziato;
6. trascurato le conseguenze politiche dell'equivalenza.

- Nel suo articolo del 1976 "Perceived Wealth in Bonds and Social Security and the Ricardian Equivalence Theorem: Reply to Feldstein and Buchanan" (The Journal of Political Economy, Vol. 84, N. 2, pp. 343–350.) Barro riconosce che l'incertezza può giocare un ruolo nel modificare il comportamento individuale, ma, tuttavia, sostiene che "è assai meno chiaro come tale complicazione possa comportare errori sistematici tali che l'emissione di debito pubblico faccia crescere la domanda aggregata" (p. 346). Barro nega quindi l'esistenza di un'illusione fiscale, come affermato da Ricardo, il quale sosteneva che il contribuente avrebbe sottostimato i suoi debiti fiscali futuri e perciò commesso un errore sistematico.